# 国际武器贸易条例
国际武器贸易条例（英語：International Traffic in Arms Regulations，缩写为ITAR）是美国为了控制与军事有关的货物和服务进出口而制定的一套法规体系。由美国国务院国防武器贸易局负责执行这一条例。其主要目的是严格规制与军事有关的技术和产品的进出口，维护美国的国家安全利益和推进美国外交。
ITAR不适用于学校和学院普遍教授的与一般科学，数学或工程原理相关的信息，也不适用于公共领域的信息。
ITAR适用于《发明保密法》所确定的项目。
2020年，特朗普政府对法规进行了更新，不再要求非出口企业每年以2250美元的价格在美国国务院注册，允许居民自由发布技术武器信息，不再需要在临时旅行时进行武器注册国际上，并降低企业的非军事出口费用。